# 미나미쿠와다군

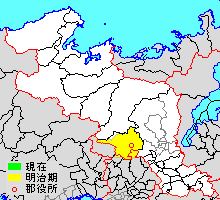
교토부 미나미쿠와다군의 위치

미나미쿠와다군(南桑田郡)은 일본 교토부에 있던 군이다.

## 군역
1879년 행정 구역으로 발족 당시의 군역은 아래 구역에 해당한다.
- 가메오카시의 대부분
- 오사카부 다카쓰키시의 일부
- 오사카부 도요노군 도요노정의 일부

## 역사
- 1879년 4월 10일 - 군구정촌 편제법이 교토부에서 시행됨에 따라, 구와다군 중 가메오카정 등의 1정 92촌의 구역으로 미나미쿠와다군(南桑田郡)이 발족.

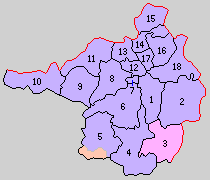
1.가메오카정 2.시노촌 3.가시다촌 4.히가시베쓰인촌 5.니시베쓰인촌 6.소가베촌 7.요시카와촌 8.히에다노촌 9.혼메촌 10.하타노촌 11.미야자키촌 12.오이촌 13.지요카와촌 14.우마지촌 15.아사히촌 16.지토세촌 17.가와라바야시촌 18.호즈촌 (보라: 가메오카시 분홍: 오사카부 다카쓰키시 주황: 오사카부 도요노군 도요노정)

- 1889년)4월 1일 - 정촌제 시행으로, 아래의 정촌이 발족. 따로 적은 경우 외에는 전역이 현 가메오키사.(1정 17촌)
  - 가메오카정 (亀岡町)
  - 시노촌 (篠村)
  - 가시다촌 (樫田村): 현 오사카부 가카쓰키시
  - 히가시베쓰인촌 (東別院村)
  - 니시베쓰인촌 (西別院村): 현 가메오카시, 오사카부 도요노군 도요노정
  - 소가베촌 (曽我部村)
  - 요시카와촌 (吉川村)
  - 히에다노촌 (薭田野村)
  - 혼메촌 (本梅村)
  - 하타노촌 (畑野村)
  - 미야자키촌 (宮前村)
  - 오이촌 (大井村)
  - 지요카와촌 (千代川村)
  - 우마지촌 (馬路村)
  - 아사히촌 (旭村)
  - 지토세촌 (千歳村)
  - 가와라바야시촌 (河原林村)
  - 호즈촌 (保津村)
- 1899년 7월 1일 - 군제 시행.
- 1955년 1월 1일 - 가메오카정·히가시베쓰인촌·니시베쓰인촌·소가베촌·요시카와촌·히에다노촌·혼메촌·하타노촌·미야자키촌·오이촌·지요카와촌·우마지촌·아사히촌·지토세촌·가와라바야시촌·호즈촌이 합병하여, 가메오카시 (亀岡市)가 발족, 군에서 이탈.(2촌)
- 1958년 4월 1일 - 가시다촌이 오사카부 다카쓰키시에 편입.(1촌)
- 1959년 9월 30일 - 시노촌이 가메오카시에 편입. 당일 미나미쿠와다군은 폐지됨.

## 같이 보기
- 구와다군
- 기타쿠와다군